# Tel Aviv
Tel Aviv-Yafo (tiếng Hebrew: תֵּל־אָבִיב-יָפוֹ), thường gọi là Tel Aviv, là thành phố đông dân thứ hai của Israel, với một dân số 382.500 người. Tel Aviv tọa lạc tại bờ biển Địa Trung Hải của Israel trên một diện tích 50.553 dunam tức 19,5 dặm vuông Anh (50,5 km2). Đây là thành phố chính của vùng đô thị đông dân nhất ở Israel, Gush Dan (Dan Bloc), có dân số đạt 3,04 triệu người vào năm 2005. Tel Aviv được công nhận là một ứng cử viên mạnh cho danh hiệu thành phố toàn cầu, và đã được mệnh danh là thành phố có cuộc sống đắt đỏ nhất ở vùng Trung Đông.
Thành phố Tel Aviv ban đầu được thành lập vào năm 1909 bởi những người nhập cư Do Thái làm một nơi thay thế cho khu vực có nhà ở đắt đỏ ở thành phố cảng lịch sử lân cận Jaffa (tiếng Hebrew: יפו, Yafo; tiếng Ả Rập: يافا, Yafa). Sự tăng trưởng mau chóng của Tel Aviv cuối cùng đã khiến nó vượt qua thành phố láng giềng có đa số dân Ả Rập và hai thành phố đã được hợp nhất để tạo thành đô thị Tel Aviv-Yafo vào năm 1950, hai năm sau thành lập nhà nước Israel. Tel Aviv ngày nay được xem như là trung tâm của nền kinh tế định hướng toàn cầu của Israel, và là nơi nương tựa của một khu vực được người ta gọi là "Silicon Wadi". Nó cũng được xem là thủ đô văn hóa của Israel do tính cách thành phố quốc tế, hiện đại và sôi nổi của nó. Thành phố Trắng của Tel Aviv theo kiến trúc Bauhaus đã được UNESCO công nhận là di sản thế giới năm 2003.
Tel Aviv là một trung tâm kinh tế, nơi có Sở giao dịch chứng khoảng Tel Aviv, văn phòng các công ty và trung tâm nghiên cứu và phát triển. Thành phố là thủ đô tài chính của đất nước và nghệ thuật biểu diễn và trung tâm thương mại lớn. Thành phố Tel Aviv có nền kinh tế thành phố lớn thứ nhì thứ hai ở Trung Đông sau Dubai, và là thành phố đắt đỏ thứ 31 trên thế giới. Với 2,5 triệu du khách quốc tế mỗi năm, Tel Aviv là thành phố được khách tham quan nhiều thứ năm ở Trung Đông và châu Phi. Tel Aviv được gọi là "thành phố không bao giờ ngủ" và một "thủ đô tiệc tùng" do cuộc sống về đêm phát triển mạnh mẽ của nó, bầu không khí trẻ và nổi tiếng văn hóa 24 giờ.

## Lịch sử

### Jaffa

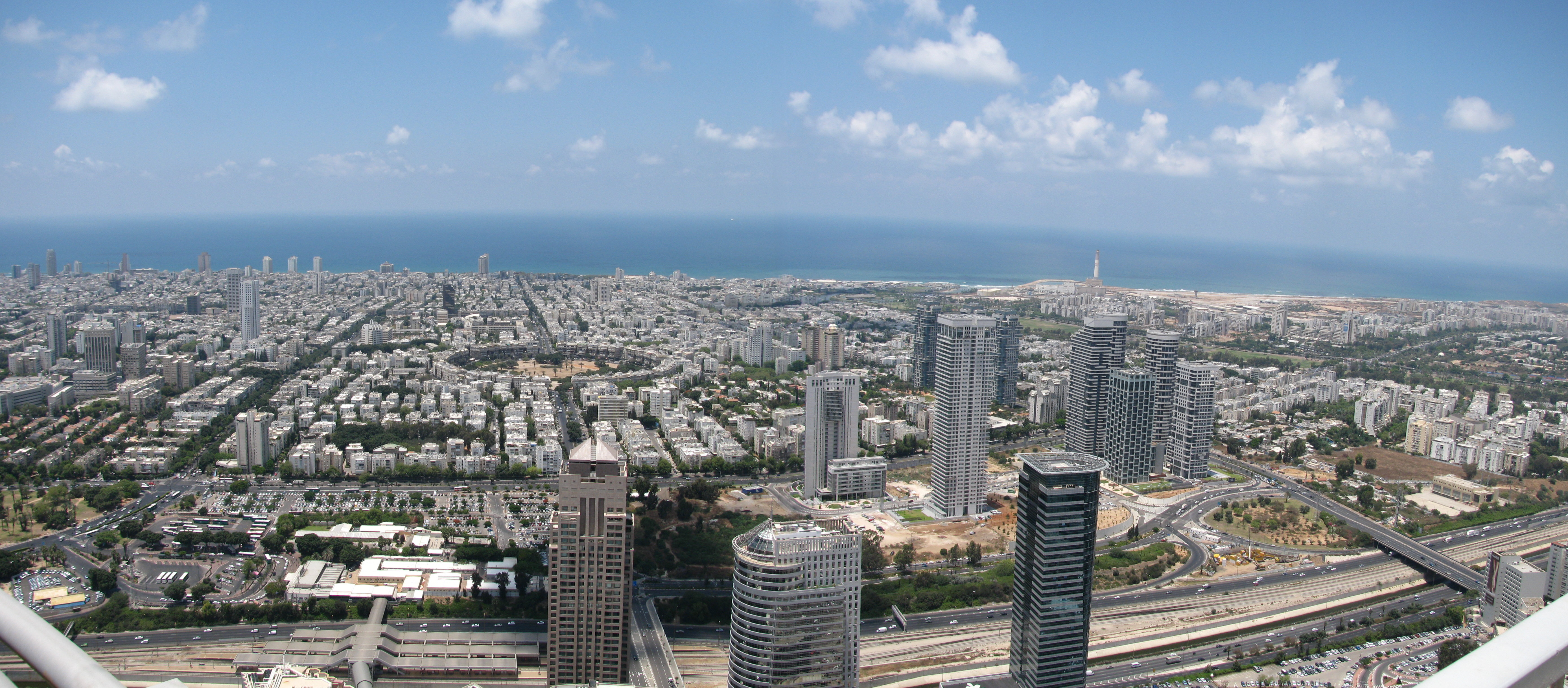

Cảng cổ xưa của Jaffa qua tay nhiều lần trong quá trình lịch sử. Các khai quật khảo cổ giai đoạn 1955-1974 đã làm lộ ra các tháp và cổng từ thời đại giữa đồ đồng. Các cuộc khai quật tiếp theo từ năm 1997 trở đi, đã giúp xác định niên đại các khám phá trước đó. Chúng cũng đã làm lộ các phần của một bờ lủy xiên lèn đá sa thạch và một "bức tường gạch lớn ", có niên đại từ cuối thời đại đồ đồng cũng như một ngôi chùa" do các sắc dân vùng biển "và các khu nhà ở từ thời đại đồ sắt. Các chứng tích của các tòa nhà từ thời kỳ Ba Tư và Hy Lạp cũng đã được phát hiện.

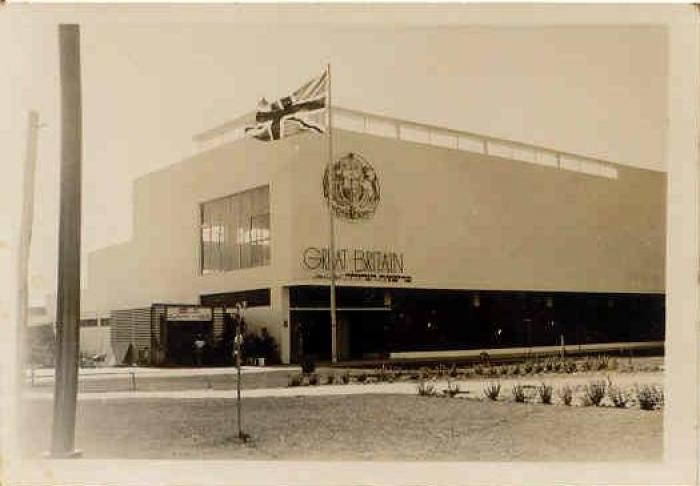
hội chợ thương mại quốc tế - Phương Đông Fair, 1934 - các gian hàng của Anh
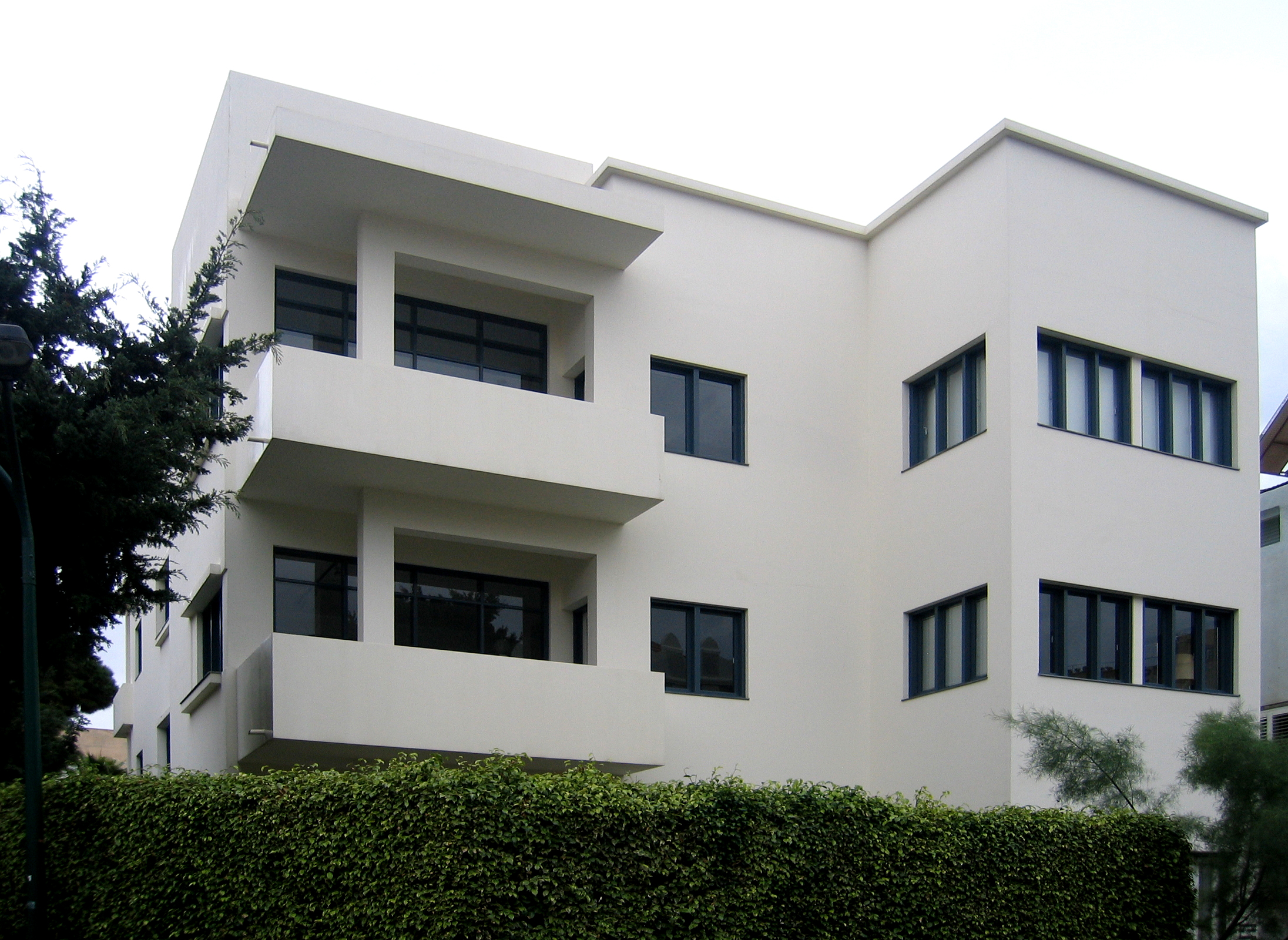
Bảo tàng Bauhaus Tel Aviv
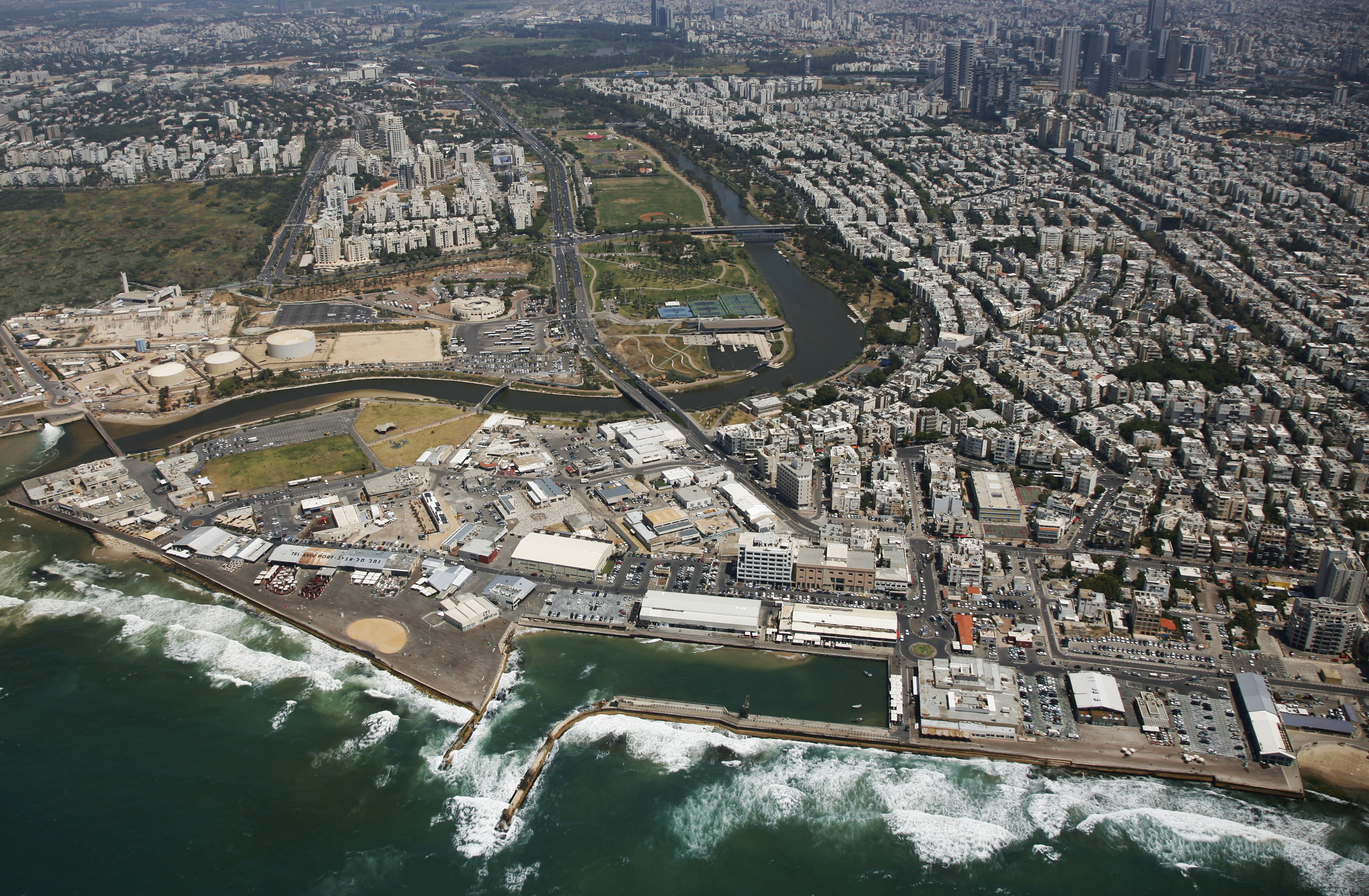
Cảng Tel Aviv
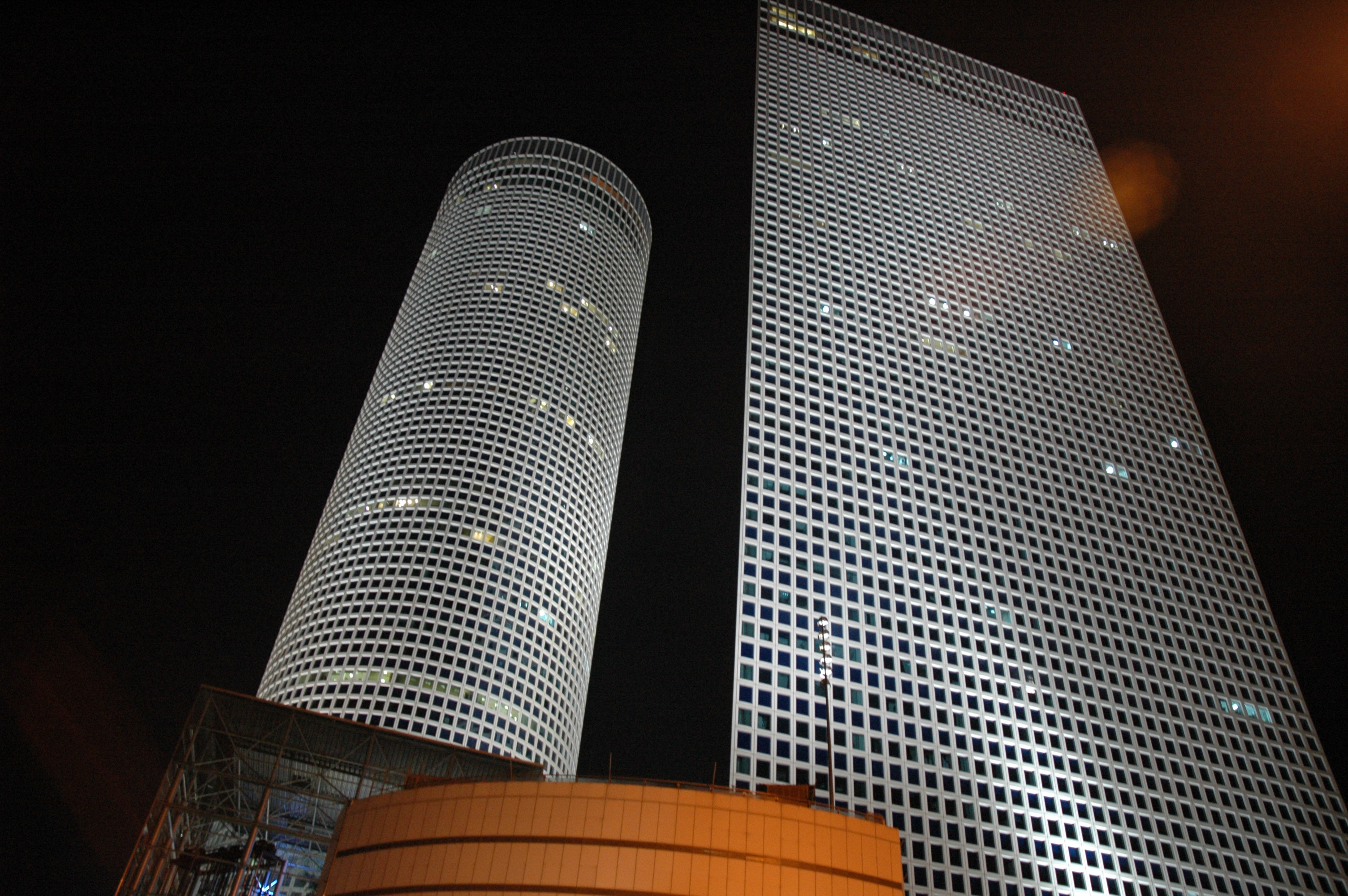
Azrieli Towers, Tel Aviv